# Rekefjord
Rekefjord är en ort i Sokndals kommun i Rogaland fylke i sydvästra Norge. Orten ligger vid fylkesväg 4246, längst inne vid fjorden med samma namn.
Tidigare har orten tillhört dåvarande Sogndals kommun.